# Забайкальський фронт
Забайка́льський фронт — оперативно-стратегічне об'єднання Червоної армії з 15 вересня 1941 до 9 жовтня 1945 року за часів Другій світовій війні.

## Історія
Забайкальський фронт сформований 15 вересня 1941 року на базі Забайкальського військового округа у складі 17-ї і 36-ї загальновійськових армій. Надалі до складу фронту увійшли 39-та і 53-тя загальновійськові, 6-та гвардійська танкова і 12-та повітряна армії, а також кінно-механізована група під командуванням генерал-полковника Плієва І. О., сформована з радянських і монгольських військ. Під час німецько-радянської війни Забайкальський фронт направив на Східний фронт 16 дивізій (11 стрілецьких, 1 кавалерійську, 3 танкові, 1 мотострілецьку) і 2 бригади (стрілецьку та артилерійську); всього — близько 300 тисяч осіб, понад 2 тисяч гармат і мінометів, понад 1,4 тисячі танків.
У радянсько-японську війну 1945 року війська Забайкальського фронту брали участь у Маньчжурській операції, його формування діяли на Хінгано-Мукденському напрямку. Подолавши степи Внутрішньої Монголії і прикордонні укріплені райони на калганському, долоннорському, солуньському і хайларському напрямках, війська фронту у взаємодії з частинами монгольської Народно-революційної армії розгромили японські 44-ту і 30-ту армії 3-го фронту, частину сил 4-ї окремої армії Квантунської армії і Суйюаньску армійську групу, подолали хребет Великий Хінган і 19 серпня вийшли на рубіж Чжанцзякоу (Калган), Ченде (Жехе), Чіфен, Шеньян (Мукден), Чанчунь і Ціцікар. Після припинення опору японської армії війська Забайкальського фронту займалися роззброєнням військ противника, які склали зброю.
9 жовтня 1945 року Забайкальський фронт розформований та на його базі сформований Забайкальсько-Амурський військовий округ.

## Командувачі
- генерал-лейтенант (з травня 1943 — генерал-полковник) Ковальов М. П. (вересень 1941 — липень 1945);
- Маршал Радянського Союзу Малиновський Р. Я.(липень 1945 — жовтень 1945)

## Військові формування у складі фронту
На 1 серпня 1945 року
- 17-та армія
- 36-та армія
- 39-та армія
- 53-тя армія
- 6-та гвардійська танкова армія
- кінно-механізована група радянсько-монгольських військ
- 12-та повітряна армія